# Onosma cornutum
Onosma cornutum är en strävbladig växtart som beskrevs av H. Riedl. Onosma cornutum ingår i släktet Onosma och familjen strävbladiga växter. Inga underarter finns listade i Catalogue of Life.